# Ectropis pulvicopia
Ectropis pulvicopia là một loài bướm đêm trong họ Geometridae.